# Dziewków
Dziewków – wieś w Polsce położona w województwie świętokrzyskim, w powiecie sandomierskim, w gminie Klimontów.
| SIMC    | Nazwa            | Rodzaj    |
| ------- | ---------------- | --------- |
| 0795815 | Dziewków-Kolonia | część wsi |

Wieś leżąca w powiecie sandomierskim województwa sandomierskiego wchodziła w XVII wieku w skład kompleksu klimontowsko-ossolińskiego dóbr Zbigniewa Ossolińskiego. W latach 1975–1998 miejscowość administracyjnie należała do województwa tarnobrzeskiego.

## Historia
Według spisu powszechnego z roku 1921 kolonia Dziewków posiadała 1 dom i 5 mieszkańców, natomiast wieś 15 domów i 93 mieszkańców Dziewków